# Tentación

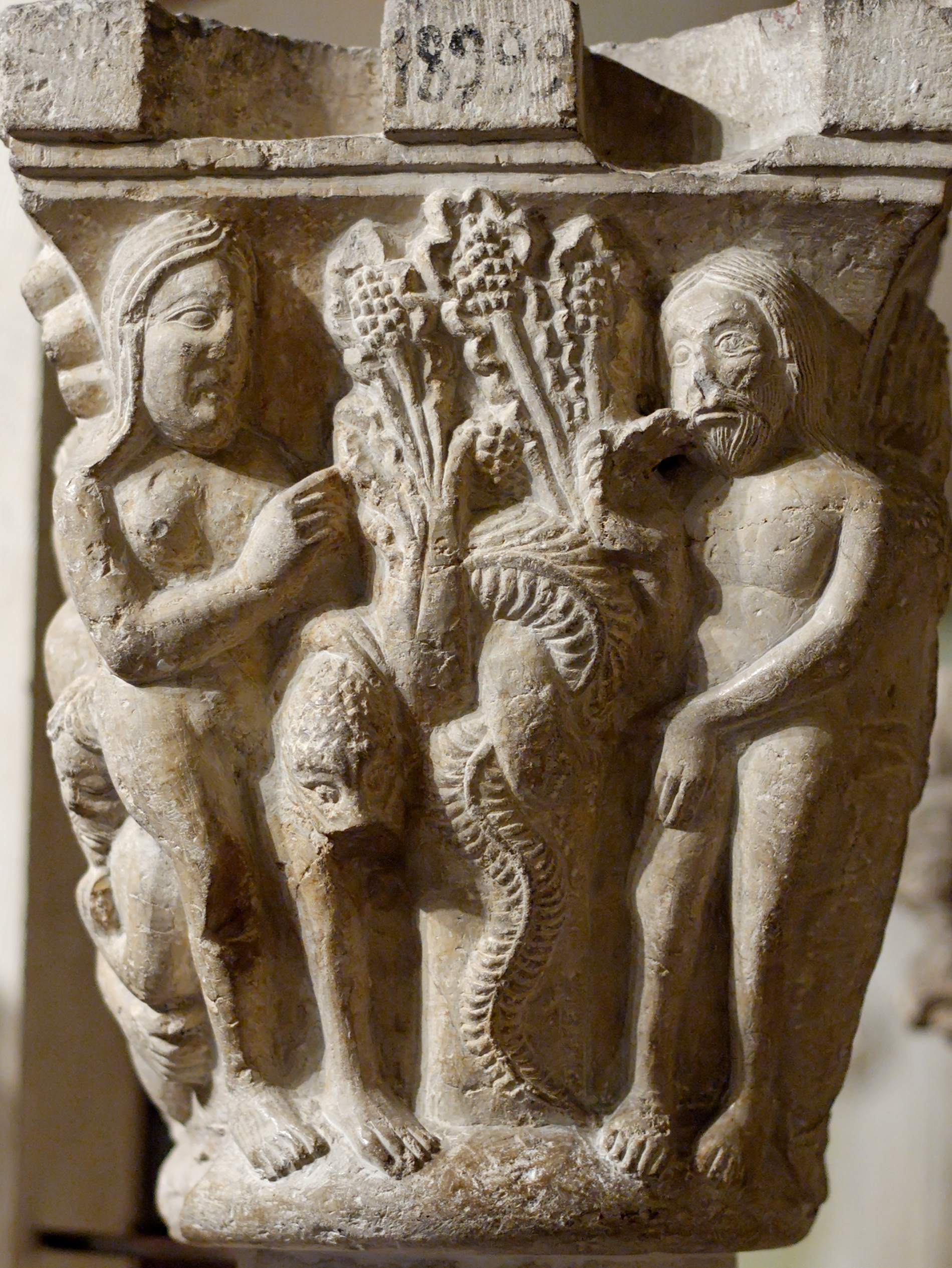
Escena del Génesis: tentación de Adán y Eva.

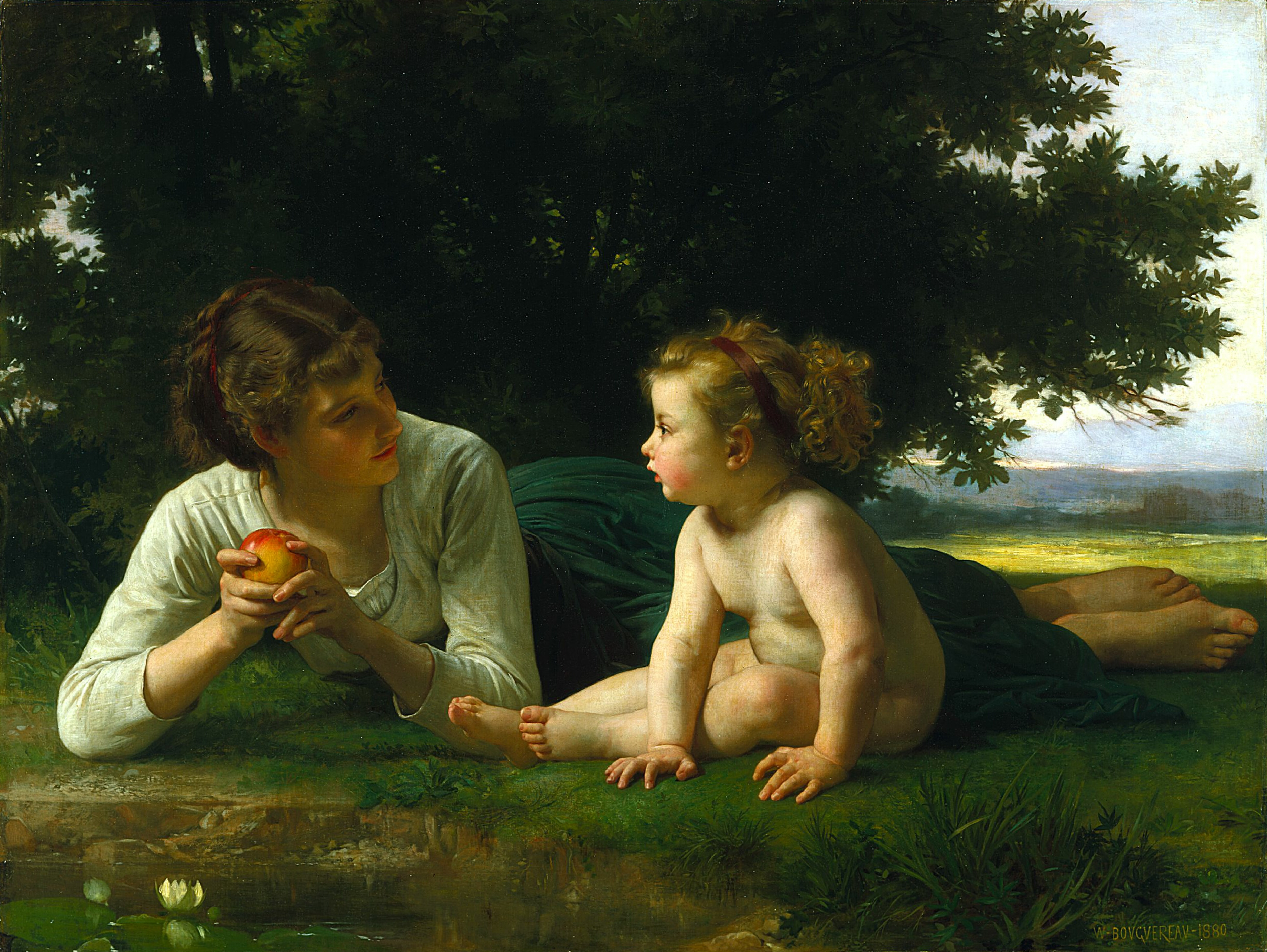
Tentación, de William-Adolphe Bouguereau.

Tentación es el deseo de realizar una acción inmediatamente agradable pero probablemente dañina a largo plazo, por multitud de razones: legal, social, psicológica (incluyéndose la culpa), etc. También designa al acto de coaccionar o inducir a una persona la realización de un acto, por manipulación o por influencia de curiosidad, deseo o miedo de pérdida. En el ámbito de las religiones, se refiere a la inclinación al pecado.

## En la cristiandad
En el ámbito de las religiones con doctrinas cristianas, es la provocación o incitación por parte de Satanás (el Diablo) a acceder, obedecer o no obedecer, aceptar o no aceptar; hacer o dejar de hacer y decir  o dejar de decir. 
Según la Biblia, y específicamente en Lucas 4, 1 -13 y Mateo 4, 1-11, se habla de la tentación de Jesús, este fue tentado a dejar de hacer la voluntad de su Padre (Yahveh), y hacer la de su adversario Satanás. Por ejemplo: Convertir la piedra en pan no era un pecado, pero al hacerlo estaba obedeciendo la voz de su enemigo. Esto significa que Jesús “fue tentado a desobedecer”, a la cual no accedió; contrario a Judas, que fue tentado a traicionar a su maestro (Jesús) por treinta piezas de plata, y accedió.

## Posturas teológicas
Dietrich Bonhoeffer (1906-1945), teólogo protestante: Según él, la Sagrada Escritura (la Biblia) menciona que los diferentes causantes de la tentación son «el diablo, la concupiscencia del hombre y el mismo Dios.», y con respecto a la tentación provocada por Satanás, dice que «de tres maneras distintas cumple Satanás su tarea en la tentación: induce a reconocer el pecado, hace sufrir a la carne y da muerte al pecador.»
La postura sostenida por Bonhoeffer no representa exactamente lo que la Biblia dice al respecto, pues ella sostiene firmemente que Dios no tienta a nadie.
Santiago 1:13-15